# Barbus callensis
Barbus callensis е вид лъчеперка от семейство Шаранови (Cyprinidae). Видът не е застрашен от изчезване.

## Разпространение и местообитание
Разпространен е в Алжир и Тунис.
Обитава сладководни басейни, крайбрежия, реки и канали.

## Описание
На дължина достигат до 30 cm.